# Flegmatisering
Flegmatisering reducerar ett reaktivt ämnes stöt- och värmekänslighet. Detta sker oftast genom tillsats av dämpande ämnen som vatten eller alkohol. Alfred Nobels stora uppfinning, dynamiten, var en framgångsrik flegmatiserning av det mycket stötkänsliga sprängämnet nitroglycerin. Han använde då kiselgur, kromatol och nitromanal för att framställa en mycket stöt- och flamtålig dynamitdeg.